# Naisten II-divisioona 2024
La Naisten II-divisioona 2024 è la 9ª edizione del campionato di football americano di terzo livello femminile, organizzato dalla SAJL.

## Squadre partecipanti
| Club              | Città    | Stadio | Sponsor ufficiale | Risultato nella stagione 2023 |
| ----------------- | -------- | ------ | ----------------- | ----------------------------- |
| Lohja Lionesses   | Lohja    |        |                   |                               |
| Pirkkala Spartans | Pirkkala |        |                   |                               |

## Stagione regolare

### Calendario

#### 1ª giornata
| Pirkkala 12 maggio 2024, ore 13:00 | Pirkkala Spartans | 14 – 50 (0-14 7-18 7-12 0-6) referto | Lohja Lionesses | Pirkkalan keskuskenttä |

#### 2ª giornata
| Lohja 16 giugno 2024, ore 13:00 | Lohja Lionesses | 48 – 0 (14-0 14-0 7-0 13-0) referto | Pirkkala Spartans | Ojamon kenttä |

### Classifica
La classifica della regular season è la seguente:
- PCT = percentuale di vittorie, G = partite giocate, V = partite vinte,  P = partite perse, PF = punti fatti, PS = punti subiti

| Pos. | Squadra           | PCT   | G | V | N | P | PF | PS |
| ---- | ----------------- | ----- | - | - | - | - | -- | -- |
| 1    | Lohja Lionesses   | 1.000 | 2 | 2 | 0 | 0 | 98 | 14 |
| 2    | Pirkkala Spartans | .000  | 2 | 0 | 0 | 2 | 14 | 98 |

## Verdetti
- Lohja Lionesses Vincitrici della Naisten II-divisioona 2024